# Monopenchelys acuta
Monopenchelys acuta – gatunek morskiej ryby węgorzokształtnej z rodziny murenowatych (Muraenidae), jedyny przedstawiciel rodzaju Monopenchelys. Jest szeroko rozprzestrzeniony w tropikalnych i subtropikalnych wodach oceanicznych całego świata.
Spotykany na rafach, wśród skał, w szczelinach i na półkach skalnych, na głębokości 13-45 metrów. Prowadzi przydenny tryb życia. Ubarwienie jednolicie brązowe z czerwoną głową i końcówką ogona. Osiąga około 20 cm długości.